# 運用離脱
運用離脱（うんようりだつ）とは、鉄道やバスなどの公共交通機関において、車両を廃車もしくは他社へ移籍、他営業所へ転属させるため、その会社・営業所での車両の使用をやめることである。

## 鉄道
鉄道の場合は、運用離脱となる理由は廃車がほとんどであるが、使用実態に合わずやむなく運用離脱することもある。検査、更新修繕、改造等で工場に入庫する場合も広義の運用離脱となるが、廃車を伴わない。

## バス
バスの車両が運用離脱となる理由は、以下のような場合がある。
- 廃車
- 他営業所への転属
- 他の目的への転用

車両の状態によっては中古車として売却されることがある。特に首都圏、中京圏および関西圏のバス事業者では、自動車NOx・PM法およびディーゼル車規制条例によって、運用可能にも拘らず廃車せざるをえなくなったバスを、同法および同条例の規制を受けない地方事業者へ売却するケースが最近増えている。また事業者の子会社等へ車両を移籍させる場合、一旦廃車して移籍先の事業者に売却する形を取ることもある。
バス事業者によっては、スクールバスや教習車など他の目的に転用するために、乗合バスとしての運用から外すケースもある。